# 巡察使 (中国)
巡察使（じゅんさつし）は、中国の唐代に置かれた官名である。後には、按察使・安撫使などと称せられた。

## 概要
律令には規定のない使職（令外官）の一つであり、皇帝の命令によって、地方の監察を行い、州の刺史や県の県令などの地方官の勤務評定を上進した。任命されるのは御史が多いが、その職名や人員は定まってはいなかった。
その始まりは、早くも初唐の貞観8年（634年）に、諸道黜陟大使（一名、観風俗使）13名が任命されたのが、それであるとされる。その後、開元年間の初期（713年頃）までは、多くの例を見ることができる。
696年の李喬の上奏文によれば、686年の諸道巡察使の科目は44件を数え、その他、格勅令による訪察が30余ヵ所あったという。巡察使は、3月に出発して、11月に帰還し報告をするが、その間に、千人単位の地方官を評定する必要があったので、それだけの数をこなすのはとても難しいと述べられている。